# Privremena vlada Francuske Republike
Privremena vlada Francuske Republike (francuski: Gouvernement provisoire de la République française) je bila privremena vlada Francuske od 1944. do 1946. godine, od oslobođenja Francuske tijekom operacija Overlord i Dragoon pa do formiranja Četvrte Republike. Uspostava ove vlade označila je de facto ponovnu uspostavu (privremene) republike u Francuskoj, čime je nastavljen kontinuitet s ugaslom Trećom Republikom. 
Privremena vlada je uslijedila kao nasljednica Komiteta narodnog oslobođenja (CFLN), koji je djelovao kao privremena vlada Francuske u prekomorskim posjedima te dijelovima Kontinentalne Francuske (Alžir i Korzika) koji su bili oslobođeni tijekom rata. U svojstvu ratne vlade, Privremena vlada je primarno bila zadužena za uređivanje odnosa nakon okupacije te nastavak ratovanja protiv Trećeg Reicha. U svojstvu civilne vlasti, primarna dužnost Privremene vlade je bila pripremanje okvira za donošenje novog ustava kojim bi se formirala Četvrta Republika. Uz to, Privremena vlada je donijela seriju važnih političkih i socijalnih odluka poput davanja prava glasa ženama, osnivanja École nationale d'administration i postavljanja temelja socijalne države u Francuskoj. 
Privremena vlada je službeno ukinuta 27. listopada 1946., kada ju je zamijenila Četvrta Republika.